# Hrvatski katolički pokret
Hrvatski katolički pokret naziv je za više crkvenih i društvenih gibanja te organizacija na području Hrvatske i Bosne i Hercegovine u prvoj polovici 20. stoljeća koje su nastojale da se organiziranim djelovanjem vjernika laika na sva područja ljudskog života unesu kršćanske vrednote. Područja djelovanja bila su raznolika, a obuhvaćala su socijalna pitanja, udruživanje u zadruge, katolički tisak, odgoj i obrazovanje, odnose Crkve i države, karitativno djelovanje, književnost i umjetnost, pa i politiku. Pokret je okupljao đake, studente, istaknute intelektualce, a proširio se i među seljačkom i radničkom mladeži.

## Europski i širi društveni kontekst
Pojava katoličkog pokreta u Hrvatskoj nije osamljen slučaj u povijesti katolicizma. Taj oblik organiziranja katoličkih vjernika (svećenika i laika) bio je katolički odgovor na neke popratne pojave stvaranja novoga, liberalnoga građanskog društva u 19. stoljeću. Nositelji liberalne ideologije (građanska, svjetovna inteligencija, kapitalistički poduzetnici, industrijalci) vidjeli su u Katoličkoj crkvi jednoga od glavnih nositelja i branitelja staroga, konzervativnog morala i ostatke feudalnog društva. Stoga je Katolička crkva širom Europe bila izložena žestokim ideološkim i inim napadajima i osporavanjima. Liberalna kritika Katoličke crkve često se je svodila na izrugivanje vjere i proglašavanje svećenstva »natražnjačkim«. Pokušavalo se je Katoličku crkvu istjerati iz javnoga života, koristeći krilaticu da je vjera »privatna« stvar. Ideolozi liberalizma u svojem su se promidžbenom djelovanju obilno služili tiskom, kao najučinkovitijim sredstvom za širenje svojih ideja i stvaranje javnog mnijenja.
Liberalno građansko društvo nametnulo je Katoličkoj crkvi potrebu da stvori takve oblike djelovanja koji će biti prilagođeni novim društvenim okolnostima. Katolički pokret je nastao u njemačkim zemljama, krajem prve polovice 19. stoljeća. U nastojanju da se obrane od napada ondašnje liberalne države i njezinih posezanja u dotada nedodirljivo područje djelovanja Katoličke crkve (tzv. Kulturkampf), njemački su katolici osnovali brojne udruge, pokrenuli snažnu novinsko-izdavačku djelatnost te konačno utemeljili i svoju političku stranku – Centar, čime je započela i nova politička doktrina i praksa: politički katolicizam. Katoličko političko-društveno gibanje i organiziranje se je proširilo i u ostale europske zemlje (Francuska, Italija, Belgija i dr.). Među katoličkim vjernicima multietničke, multikulturne i multikonfesionalne Austro-Ugarske Monarhije katolički pokret je ubrzo uhvatio korijen.
Iako su svim katoličkim pokretima bili zajednički obrana tada ugroženih pozicija i stečenih prava Katoličke crkve te širenje kršćanskog svjetonazora na sva područja javnoga života, oni nisu imali jedinstven organizacijski oblik. Svaki je od njih razvijao one ustrojbene oblike koji su najbolje odgovarali sredini u kojoj su djelovali. Nepostojanje jedinstvenih organizacijskih oblika valja pripisati i činjenici da su katolički pokreti uglavnom nastajali »odozdo«, tj. od vjernika laika, a nisu bili neposredno poticani od crkvene hijerarhije kao cjeline, tj. »odozgo«.

## Prvi hrvatski katolički sastanak
Posljednja godina 19. st. trebala je biti svojevrsna prekretnica u katoličkome javnom životu uopće, a u Hrvatskoj posebno. Papa Lav XIII. proglasio je 1900. jubilarnom, sa željom da ju svi katolički narodi obilježe manifestacijama odanosti vjeri. Po uzoru na slične skupove održane u drugim katoličkim zemljama, i u Hrvatskoj je organiziran katolički sastanak (kongres). Sastanak je održan u Zagrebu, od 3. do 5. rujna 1900. godine. Prisustvovao mu je veći dio hrvatskih nadbiskupa i biskupa. Na Prvome hrvatskom katoličkom sastanku prihvaćeno je osam rezolucija, od kojih se je posebno isticala ona o laikatu i njegovoj ulozi u javnome životu Hrvatske.

## Početci organiziranja katoličkih laika u Hrvatskoj

### Djelovanje biskupa Mahnića
Dr. Antun Mahnić preuzeo je 1897. upravu Krčke biskupije. Podrijetlom Slovenac, on je još 1888. počeo, na slovenskom jeziku, izdavati časopis Rimski katolik, kojemu je ujedno bio urednik, izdavač i vlasnik. U tom časopisu je iznosio svoje stavove i ocjene te vodio polemike o filozofskim, vjerskim, socijalnim i drugim pitanjima, po čemu je postao vrlo poznat. Putem svojega časopisa inicirao je održavanje Sveslovenskoga katoličkog skupa, 1892., u Ljubljani. Poveo je i vodio katolički pokret u Sloveniji, s Janezom Krekom i ostalima. Zadnje njegovo važno djelo među Slovencima bilo je osnivanje tzv. Leonove družbe, 1896. g., u Ljubljani, a koja je trebala biti znanstveno-izdavačka ustanova.
Novi krčki biskup u početku samo čeka i ne provodi nikakve akcije. Priprema se, promatra i proučava vjerske, političke i kulturne prilike i prati društvenu situaciju u Hrvatskoj. Ubrzo je uvidio da su problemi javnoga života u Hrvata slični onima u Slovenaca. Počeo je uspostavljati kontakte sa svećenicima koji su pisali u službenim katoličkim glasilima, zagrebačkome Katoličkom listu i sarajevskoj Vrhbosni. Prisustvovao je i na Prvome hrvatskom katoličkom sastanku u Zagrebu, ali se nije htio uključiti u rasprave. Postalo mu je jasno da su izglasane rezolucije u tadašnjim okolnostima lišene mogućnosti ostvarenja. Valja naznačiti da je biskup Mahnić smatrao da je način na koji se na Katoličkom sastanku pristupalo nadirućemu liberalizmu već potrošen i da treba naći novi i odrješitiji otpor. Shvatio je da odgovor liberalizmu mora biti odgoj mladih katoličkih naraštaja, koje bi se dovelo istinskomu vjerničkom duhu. Ti bi mladi ljudi onda snagom svoje duhovnosti zaista preobrazili cjelokupnu društvenu stvarnost u žaru toga istog kršćanskog/katoličkog duha. Bez obzira na to, Mahnić je započeo sa svojim radom u kontekstu smjernica Katoličkog sastanka o organiziranju i odgoju srednjoškolaca i studenata u okviru katoličkih društava, usporedo s aktivnim uključivanjem katoličkog laikata u djelovanje Crkve, te o ostvarenju katoličkog tiska, za koji je smatrao da ima presudnu ulogu u utjecaju na kulturu i društvo.
U tome smislu, 1903. godine, pokreće tromjesečnik Hrvatska straža. Puni naslov lista je bio Hrvatska straža za kršćansku prosvjetu, podnaslov Časopis namijenjen nauci i književnosti, a geslo »Antemurale christianitatis« (»Predziđe kršćanstva«). Bio je to apologetsko-filozofski časopis, koji je izlazio do 1918. godine, prvo u Krku, potom u Senju, a naposljetku u Rijeci. Prvi urednik bio mu je dr. Ante Alfirević, svećenik iz Splita. List se je obraćao studentima i intelektualcima. Branio je katolički vjerski nauk od suvremenih zabluda i pozivao sve, a prvenstveno mladež, na duhovnu obnovu. Biskup Mahnić je u Krku, 1899., osnovao i vlastitu tiskaru, nazvanu »Kurykta«, u kojoj je osim Hrvatske straže tiskao i dvomjesečnik za ekonomiju i kulturu Pučki prijatelj, namijenjen katoličkomu vjerničkom puku, te druge publikacije.
Pozivanjem u Hrvatskoj straži na život po kršćanskim načelima započelo je razlučivanje kršćanskih ideja i stavova od onih koji su s kršćanstvom nespojivi, tj. »razdioba duhova«, kako je to nazvao Mahnić. Po uzoru na europske zemlje, Mahnić se nadao da bi katolički laici mogli postati nositelji preporodnih težnji katoličanstva i među Hrvatima. Mahnić je gledao u vjernicima vojsku, čiji generali bi bili svećenici. Počela je nadalje i borba protiv liberalizma, koji je potkopavao vjeru, a čiji su elementi otkrivani i unutar sama kršćanstva, i to poglavito kod onih koji se izvana nisu htjeli pokazati vjernicima, jer su vjeru smatrali osobnom stvari, ili ju pak nisu prihvaćali u cijelosti. Oni su bili na meti kao katolički liberalci. Jasno je da je onom dijelu klera koji je u prvom redu imao u planu nacionalne ciljeve smetalo izricanje rigidnih katoličkih načela nauštrb liberalizma.
Prosudbe i ocjene o početku HKP-a uglavnom se slažu da je to bilo s izlaženjem prvog broja Hrvatske straže. Nakon pojave Straže u javnosti je bilo jasno da se Mahnić odmaknuo od pomirljivih, ali definitivno mlakih i beživotnih zaključaka Katoličkog sastanka. U borbi s liberalnom ideologijom on je tražio daleko zahtjevnija i tvrđa rješenja. Mahnić je zastupao gledište da nije dovoljno samo idejno i načelno pobijati uvezeni liberalizam, nego je također prijeko potrebno razobličavati njegova zbiljska ostvarenja u domaćoj kulturi, posebice u ondašnjoj književnosti. Pritom mu etika igra ulogu jednako važnu kao i estetika, a koja je, zapravo, njoj u službi. Treba reći i da se uloga Hrvatske straže nije svela samo na »stražarenje« i obranu vjere, nego je pokušala produbiti i osvježiti vjerske sadržaje, a naročito ih približiti suvremenoj hrvatskoj inteligenciji. Činjenica je da je svoje djelovanje Mahnić poglavito usmjerio prema intelektualcima, jer je uvidio da su oni društveno najutjecajnija skupina, a koja sigurno ne zastupa katolička stajališta. Zapravo, zamisao o »kulturnoj borbi« vodila je katolički pokret u sukob s najvećim dijelom hrvatske inteligencije, a onda se nikako nije mogla izbjeći niti konfrontacija s liberalnim dijelom svećenstva.
Šire ciljeve HKP-a iznio je biskup Mahnić u audijenciji kod Pija X., 14. lipnja 1904. Oni su bili:
– obrana vjere i prava Katoličke crkve,
– preobrazba javnoga života po kršćanskim načelima,
– borba za prava, političku slobodu i samosvijest hrvatskog naroda,
– stvaranje i promicanje socijalnih organizacija,
– ostvarenje ideala kršćanske demokracije.
Papa je program odobrio, kao i rad krčkog biskupa.

### Prve studentske udruge
Istodobno s priređivanjem prvog sveska Hrvatske straže, ujesen 1902. godine, poslao je biskup Mahnić Ivana Butkovića, svećenika Krčke biskupije, na daljnji studij filozofije u Beč, sa zadatkom da tamo organizira hrvatske studente s katoličkim načelima. Tako je, nakon priprema i poziva studentima, u prostorijama slovenskoga studentskog društva »Danica« održana 12. svibnja 1903. konstituirajuća skupština Hrvatskoga akademskog društva »Hrvatska«. Društvo je uzelo lozinku »Za vjeru i dom!«, a kao program odredilo: »Njegovanje vjerskoga i narodnoga čuvstva, znanosti i umjetnosti, te zadružnoga života među članovima.« Sastavljanje programa je neosporno bilo inspirirano Mahnićevim utjecajem.
Uskoro su osnovana još dva katolička akademska društva, »Kačić« u Innsbrucku i »Preporod« u Grazu. Za bogoslove su na teološkim učilištima osnivani tzv. zborovi. Te prve organizacije sveučilištaraca su bile usko povezane s Antunom Mahnićem, jer on je cijelom pokretu dao misaonu podlogu i smjernice rada. Vodeći članovi društava su mu se obraćali u svim važnijim pitanjima. Odgoj članova bio je najbitnija sastavnica rada društva. Kod toga je Mahnić tražio solidnu kulturnu i filozofsku izobrazbu, kao i poznavanje teologije te duhovno-asketski život, prema evanđeoskim krijepostima. Zanimljivo je da je mnogo više razumijevanja našao kod mladih nego među biskupima i svećenstvom.

## Širenje i uspon HKP-a organiziranjem đaštva
Hrvatsko katoličko akademsko društvo »Hrvatska« počelo je u listopadu 1905. izdavati đačko glasilo Luč, u Beču. Bio je to mjesečnik hrvatskoga katoličkog đaštva i »glavni organ đačkog pokreta«. Uređuje ga Ljubomir Maraković, a glavni urednik je Ivan Butković. Tiska se u tiskari »Kurykta«, u Krku. U prvom broju tog lista uredništvo poručuje hrvatskomu svećenstvu neka ga podupire, jer da je na njemu važna kulturna i odgojna zadaća. Preporučuje se i laicima kojima nije svejedno »kako im se i u kojem smjeru odgaja njihova mladež u svrhu rada ' za vjeru i dom '«. Zadatci koje si je zadala Luč bili su organiziranje katoličke mladeži, vježbanje mladih u publicističkom radu i osvajanje simpatija javnog mnijenja za Hrvatski katolički pokret.
Po osnivanju Luči, pripremni odbor »Hrvatske« organizirao je, zajedno s krčkim biskupom, na Trsatu, u kolovozu 1906., t.zv. ograničeni sastanak hrvatskoga katoličkog đaštva. To je ujedno bio prvi katolički studentski sastanak u Hrvatskoj, na kojem su postavljeni i temelji rada buduće katoličke akademske udruge. Bitno je za nj donošenje rezolucije o osnivanju Hrvatskoga katoličkog akademskog đaštva (HKAĐ). Osim toga donesena je i rezolucija o suzbijanju »zle štampe« i promicanju dobroga katoličkog tiska, a naročito Luči i Hrvatske straže. Ubrzo nakon toga, 10. studenoga iste godine, osnovano je u Zagrebu Hrvatsko katoličko akademsko društvo »Domagoj«, prvo na tlu Hrvatske. To nije išlo lako, ali je uza zapreke u tome uspio dr. S. Markulin, član »Hrvatske«. Prvi predsjednik »Domagoja« bio je Ferdo Pavelić, a društvo je život započelo sa samo pet članova. Društvo se nekako proširilo i ubrzo počelo, osim studenata, aktivno okupljati katoličke učenike svih srednjih škola u Hrvatskoj. Mlade se posebice poticalo na osoban vjerski život, ali svejednako i na zauzimanje za društvenu pravdu u smislu katoličkog socijalnog nauka. Iz »Domagoja« je izrasla većina istaknutih katolika u kasnijem razdoblju HKP-a.
Na Mahnićev poziv za organiziranim djelovanjem odaziva se sva katolička sveučilišna mladež. Hrvatski studenti osnivaju svoja društva u sveučilišnim gradovima Pragu, Budimpešti i kasnije u Beogradu. Uz Mahnića pristaju i svi bogoslovski zborovi u Hrvatskoj i Bosni i Hercegovini, zatim đačke Marijine kongregacije, u kojima se rađaju srednjoškolske đačke organizacije. Na poticaj »Hrvatske« iz Beča, »Domagoj« je, zajedno sa Zborom duhovne mladeži, a koji su činili zagrebački bogoslovi, preuzeo organiziranje Prvoga hrvatsko-slovenskog katoličkog kongresa. Taj se je susret održao u Zagrebu, 4. kolovoza 1907., a na njemu su sudjelovali brojni mladi katolici iz svih hrvatskih i slovenskih zemalja, što je pridonijelo učvršćivanju HKP-a i organiziranju srednjoškolske mladeži, koje je potom dobilo zamah.
Ljeto 1908. godine bilo je značajno razdoblje za Hrvatski katolički pokret. Pokret se je organizacijski toliko raširio da je bilo moguće organizirati nekoliko važnih sastanaka diljem hrvatskoga povijesno-kulturnog prostora. Toga su ljeta sastanci bili u Đakovu, Zagrebu, na Trsatu, u Splitu i Travniku. U Istri je osnovano ferijalno društvo »Dobrila«, što je bilo na tragu istih organizacijskih napora u drugim hrvatskim dijelovima. Đaci su osnivali ferijalna društva za širenje prosvjete među pukom tijekom ljetnog raspusta. Uza spomenuto istarsko, najznačajnija su bila »Martić«, za Bosnu, »Strossmayer«, za Slavoniju, »Pavlinović«, za Dalmaciju i »Kačić«, za Zagreb.
Valja istaknuti i nekoliko većih ljetnih sastanaka hrvatske katoličke mladeži koji su uslijedili idućih godina: 1909. – Split, 1910. – Osijek i 1911. – Zagreb. Na splitskome đačkom kongresu zaključeno je da se osnuje Hrvatski katolički đački savez (HKĐS), sa svrhom bolje koordinacije đačkih katoličkih organizacija, što je iste godine i provedeno. Pravila HKĐS-a, kao krovne organizacije, uredio je biskup Mahnić. Usporedno s Luči, kao glavnim glasilom, izlazilo je još dvadesetak srednjoškolskih listova.
Biskup Mahnić idejno je usmjeravao i pratio organiziranje mladih. U unutarnje ustrojstvo društava se nije miješao. Povremeno je slao poslanice u kojima bi ukazivao na određene probleme i time usmjeravao eventualne akcije, ili bi davao kakve duhovne upute i savjete. Od mladeži traži članstvo u Marijinoj kongregaciji, čestu pričest, marljivo učenje, duhovnu izgradnju, složan rad, poslušnost i poštovanje prema starijima, posebice prema crkvenim poglavarima. Na sastancima društava držala su se predavanja o aktualnim temama, posebno o odnosima vjere prema znanosti, književnosti, društveno-političkim zbivanjima itd., a onda bi uslijedila diskusija. Bolji studentski radovi objavljivani su u Luči.

## HKP i politika

### Idejna priprema
Nekako istovremeno sa slijeganjem u javnosti dojmova vezanih uz Prvi hrvatski katolički sastanak, Khuenov je režim odustao od donošenja sekularističkih zakona, kako se ne bi izravno sukobio s Crkvom. Time je oduzet jedan argument katoličkom pokretu za organiziranjem laika. Novi poticaj u tom smjeru dao je tek Antun Mahnić. Biskup Mahnić je dijelio povjerenje Stjepana Korenića, urednika Katoličkog lista i promicatelja ideja Katoličkog sastanka, u nacionalno-integrativnu snagu katolicizma, kao temeljnog oblika kršćanstva, te isticao da hrvatstvo ne može opstati bez svoje bitne katoličke odrednice, a kamoli se ujediniti. Razlike između Mahnića i Korenića nisu postojale ni u pogledu prvoga i temeljnoga cilja HKP-a: sustavne rekristijanizacije društva. Ta obojica su zastupali ideju o nužnosti cjelovite preobrazbe privatnoga i javnoga života u Hrvatskoj prema katoličkome nauku. Razlika između njih je, ipak, postojala, i to u tome što je Mahnić smatrao, suprotno od Korenića, da se katolici trebaju upustiti u javni, bespoštedni obračun sa svim mišljenjima koja se protive kršćanskoj filozofiji i crkvenom učiteljstvu. Dakle, za razliku od Mahnića, koji je usmjeravao HKP u skladu s geslom »najprije katolik, a onda Hrvat«, Korenić je djelovao prema načelu »i Hrvat i katolik«. Uostalom, taj stav dijeli i većina svećenstva, u skladu s tradicijom hrvatskoga liberalnog katolicizma, koji su usmjerili Franjo Rački i Strossmayer. Mahnićevo i Korenićevo viđenje HKP-a bitno se je razilazilo i oko načina djelovanja katolika u političkom životu. Korenić je odbacivao mogućnost stvaranja posebne katoličke stranke, kao i vezivanje HKP-a uz bilo koju od postojećih stranaka. Sasvim suprotno razmišlja krčki biskup. On je naime sklon ideji o stvaranju katoličke stranke, iako niti on nije za vezivanje uz neku već postojeću stranku. Samim time, između Mahnića i Korenića, kao i između njihovih dvaju listova – Hrvatske straže i Katoličkog lista, te skupina oko njih, nije bilo nikakve suradnje u razdoblju koje je uslijedilo. Kako bilo, kasnije je Korenić, ipak, promijenio mišljenje i priklonio se Mahniću.
Mahnićevo nastojanje oko očuvanja glagoljice, osnutak Staroslavenske akademije, a zacijelo i dugotrajna i neobično žučna polemika što ju je s tim u svezi u tijeku 1901./1902. bio prisiljen voditi s talijanskim liberalnim tiskom, nisu ostali nezapaženi u široj hrvatskoj javnosti. Kako je svojom istinom sudio o znanosti, književnosti, umjetnosti, uvjeren u sposobnost ljudskog razuma da dokuči istinu i siguran kako se ona nalazi u njegovoj Crkvi, tako je prosuđivao i sve ostale grane ljudskog zanimanja, pa i politiku, dakako. Smatrao je da političko djelovanje spada u laikat, a svećeničko uplitanje u političke poslove dopušteno je samo »ako to iziskuju probici katoličke vjere, dok nema svjetovnjaka koji bi te probitke branili ili promicali«. Da Katolička crkva, posredstvom svojeg laikata, ima biti prisutna u politici, za Mahnića, kao, uostalom, ni za druge biskupe i teologe toga vremena, nije bilo nikakve sumnje. Na Sinodi Krčke biskupije 1901./02., koju je biskup Mahnić pokrenuo, zaključeno je da se katolici trebaju više uključiti u politiku, pa i predvođeni klerom. Bila je to i svojevrsna kritika Katoličkog sastanka, koji je o tom pitanju uglavnom šutio. Unatoč tome što su upozoravali na spremnost dijela svećenstva Banske Hrvatske da zakorači na političku pozornicu na sasvim drukčiji način nego što je to prije bio slučaj, zaključci krčke biskupijske skupštine su istaknuli da bi glavnu zadaću u političkom životu uime Katoličke crkve trebali imati laici a ne svećenici. Svećenstvo, s biskupima na čelu, angažiralo bi se samo posredno, osim ako se ne pokaže da je hrvatska katolička inteligencija odveć malobrojna, pri čemu nije propušteno spomenuti mišljenje da je to sasvim realno očekivati s obzirom na snažan prodor liberalizma u njezine redove.

### Skupina okoHrvatstvai osnivanje Hrvatske kršćansko-socijalne stranke prava
U svibnju 1904. počeo je, u Zagrebu, izlaziti katolički dnevnik Hrvatstvo, čiji je izdavač bila novoosnovana Hrvatska katolička tiskara. Prvi urednik mu je bio August Harambašić, ugledni pisac i pravaški političar, ali ga je uskoro zamijenio Oton Szlavik. Za samo ostvarenje projekta trebalo se pripremati četiri godine. Iako je pokretanje katoličkog dnevnika bio jedan od zaključaka Katoličkog sastanka iz 1900., nisu svi katolički krugovi bili sretni zbog njegove pojave. To se najviše odnosi na Stjepana Korenića, koji je morao dati ostavku kao urednik Katoličkog lista zbog protivljenja Hrvatstvu.
Još ranije bio je osnovan kulturno-politički klub »Immaculata«, kojemu su pripadali dr. Velimir Deželić stariji, Aleksandar Bresztyenszky, Oton Szlavik i dr. Taj klub se je povezao s biskupom Mahnićem, s dalmatinskim svećenstvom oko dr. Ante Alfirevića i s vrhbosanskim nadbiskupom dr. Josipom Stadlerom. Iz tih veza je rođena zamisao da se osnuje Hrvatsko katoličko tiskovno društvo, kojemu bi glavna zadaća bila izdavanje katoličkoga dnevnika Hrvatstvo. Dnevnik Hrvatstvo, kao i cijeli Hrvatski katolički pokret, bilo je djelo mlađega klera, pretežito pravaške ideologije.
U prvom broju Hrvatstva donosi se proglas o Hrvatskome katoličkom tiskovnom društvu, gdje se obznanjuje osnutak tog društva i iznosi njegov program. Društvu je svrha »braniti, čuvati, širiti katoličku svijest putem štampe, te tako naš katolički narod obnoviti u Isusu Kristu«. Kao utemeljitelji društva ističu se (nad)biskupi Juraj Posilović, Strossmayer, Drohobeczky, Maurović, Krapac i Voršak te laik Bresztyenszsky. Signifikantno je da među njima nema biskupa Antuna Mahnića. U uvodniku prvog broja, naslovljenom Naš program, iznosi se za što će se list zalagati: »… nastojat ćemo, da se svima silama odupremo bezvjerskom i nekršćanskom duhu, što ga sve većma neprijatelji vjere i morala šire u narod, koji je po svojoj prošlosti 'predziđe kršćanstva'. (...) Borit ćemo se za samosvojnost crkve rimokatoličke, za njezina prava i institucije proti svakome napadaju, došao on s koje mu drago strane.« Kaže se u nastavku da će se truditi »da se sve u svim granama javnoga života obnovi i preporodi u Isusu Kristu«. »Nastojat ćemo, da ustavnim putem polučimo što veće organičko proširenje hrvatskoga državnog prava. Zahtievat ćemo, da se Dalmacija kraljevini Hrvatskoj i Slavoniji što prije pripoji, kako nam je to i u nagodbi zajamčeno; a radit ćemo, da se i ostale zemlje, na koje kraljevina hrvatska imade virtualna prava, prema obećanju kraljevske krunidbene zavjernice od god. 1867. pripoje materi zemlji. U hrvatskim zemljama priznajemo samo jedan politički narod: h r v a t s k i, samo jednu državnu zastavu: hrvatsku, samo jedan službeni jezik: hrvatski. Nastojat ćemo intenzivno, da se što više podigne narodno blagostanje svih slojeva pučanstva, te da se narod na gospodarskom polju unapriedi i da procvate. U tu svrhu ćemo zahtievati, da kraljevina Hrvatska sama upravlja svojim financijama.« Također kažu da će se posebno brinuti za radnički i seljački stališ, a također se zalažu i za opće pravo glasa. Kao svoje glavne neprijatelje izdvojili su socijalizam, liberalni katolicizam, realizam, sotonizam i »nietscheanizam«, dakle »sve sijače bezvjerstva i nemorala u književnosti, dnevnim novinama i znanosti«, kako ih nazivaju. Laici i svećenici koji su stajali iza toga katoličkog dnevnika bili su uvjereni da im je misija »otvarati narodu oči«, upozoravati na sve moguće pogibli i »prokazivati narodne neprijatelje«. Vidljivo je da im je politički program bio klasični pravaški, s tim da rješenje hrvatskog pitanja vide u okviru Monarhije. U programu, koji je bio iscrpan i konkretan, bez dvojbe je zastupljena i socijalna sastavnica.
Katolički list je na naslovnici donio proglas o osnivanju rečenog društva za katolički tisak, naslovljen Katolici! Hrvati!. Tamo se još kaže da je društvo osnovano u smislu rezolucije Prvoga hrvatskog katoličkog sastanka. Potpisnici proglasa su navedeni utemeljitelji tiskovnog društva.
Osim izražavanja nezadovoljstva općom društvenom anticrkvenom klimom, Hrvatstvo, u uredničkom članku Da li smo potrebni, osuđuje zbog toga riječki Novi list, a potom, opet iz istih razloga, i službene vladine Narodne novine. Nastavlja se još i da Narodne novine »pišu dapače često tendenciozno i zlobno o vjerskim stvarima i otvoreno pristajaju uz slobodne zidare«. Napada se i Obzor, zbog njegova »napada na vjeru«. Navode se i neki primjeri članaka koji govore o vjeri. U jednome kasnijem broju osvrću se ne članak u Obzoru koji govori o njima. Apostrofirani su tamo kao klerikalci. Taj pojam oni uzimaju pozitivno i odbijaju svaku Obzorovu negativnu insinuaciju. Bilo je to vrijeme kad su naprednjaci poveli žustar »kulturni boj« protiv »klerikalaca«. Jedan od naprednjačkih ideologa, M. Marjanović, pisao je: »Naš čitav mladi pokret ne može si nitko ozbiljno zamisliti bez izrazite borbe protiv klerikalizma…« Oni smatraju da je »pogibao klerikalizma veća od svakog vanjskog neprijatelja« (Pokret, 1907., br. 120). Bilo je i ovakvih definicija: »Klerikalizam je stara prokušana metoda, po kojoj dobrodušni lakovjerni ljudi dospijevaju sad u veću sad u užu ovisnost od crkve i njezinih predstavnika.« (Sloboda, 26. listopada 1907.) Zbog takvih okolnosti, pri osnivanju Hrvatsko-slovenskoga akademskog društva »Istra«, 1907. godine, nastao je rascjep među istarskim studentima, na katolike i one protivne. Oni crkveno usmjereni su preuzeli vodstvo učiteljskog društva »Narodna prosvjeta« i istoimenog časopisa, u kojem su počeli pisati u kršćanskosocijalnom duhu i protiv liberalizma. U Dalmaciji je pak organizirano katolištvo budno pazilo na izbore i kandidate i nerijetko je agitiralo protiv naprednjačkih kandidata.
Ideološki program katoličkog gibanja koji je oblikovao biskup Mahnić bio je u izravnoj opreci naprednjačkom programu. Naprednjačkom trojstvu slobodoumnosti, demokratizma i nacionalizma, Mahnić je postavio svoje, sačinjeno od katoliciteta, kršćanske demokracije i hrvatstva. Po Mahniću, katoličko je organiziranje trebalo biti duhovni pokret koji svoje nadahnuće i život crpi iz vjere i povezanosti s Crkvom. Načelo kršćanske demokracije suprotstavljao se idoliziranju nacije i bilo kojeg i čijeg nacionalnog pitanja, iako uvijek podržavajući rodoljublje. Također se je sastojao i od zagovaranja materijalnog poboljšanja života naroda te njegova većeg utjecaja na društveno-političke prilike. Narodnosno pak HKP ja stajao na načelu prava hrvatskog naroda na samostalnost. Zahvaljujući Mahniću, odnos prema liberalizmu u Hrvatskoj dobiva posve drugačije i odbojnije značenje u Crkvi negoli je imao prije. S obzirom na to da je utjecaj biskupa Mahnića među naobraženim vjernicima u Hrvatskome katoličkom pokretu ostao duže vremensko razdoblje golem i neupitan, a među ostalim biskupima nije nailazio na vidljiviji otpor, otad pa nadalje njegovo gledište o liberalizmu bit će redovno uzimano kao ono Katoličke crkve u Hrvatskoj.
Svećenici su u Banskoj Hrvatskoj bili podijeljeni na razne stranke i samo dio svećenika pristajao je uz Hrvatstvo. Godine 1906. osnovana je Hrvatska kršćansko-socijalna stranka prava, uz već postojeću Kršćansku socijalnu stranku, koju su činile radničke domovinaške i frankovačke frakcije. Novu stranku je oblikovala skupina oko Hrvatstva. Program stranke sadržavao je političku, društveno-gospodarsku i bogoštovno-prosvjetnu sastavnicu. Stranka je bila nasljednica Hrvatske radničke zajednice Stjepana Zagorca, usvojila je pravaška politička stajališta, a težila je spajanju s Čistom strankom prava, što se je kasnije i dogodilo. Hrvatska straža je pozdravila pokretanje nove stranke. Također je i Katolički list dao veliku podršku novonastaloj stranci. Osim krčkog biskupa Mahnića i drugi su pripadnici hrvatske katoličke hijerarhije smatrali da je za ostvarenje preporodnoga kršćanskog programa potrebna politička stranka te su zagovarali njezino osnivanje.

### PojavaJutrai ostajanje HKSP-a izvan glavne struje HKP-a
Tu su potporu, ipak, spriječili papini naputci protiv vezivanja stranaka uz Crkvu, kao i postupci ljudi iz Hrvatstva. Razlike u teoretskim i praktičkim postavkama između njih i Mahnića npr. bile su prevelike. Tako Fran Plevnjak, jedan od urednika Hrvatstva i prvi odgovorni urednik, ne dijeli politiku i vjeru, a smatra »da je svećeniku i dužnost miješati se u politiku«. Ono gdje se Mahnić i Plevnjak najviše razilaze jest gledanje na Crkvu. Za Plevnjaka su svećenici bitna odrednica Crkve. Stoga su upravo svećenici pozvani da štite interese crkve i vjere političkim sredstvima. Mahnić, naprotiv, shvaća Crkvu kao zajednicu i svećenika i laika, iako je ulogu laika ograničio na poslušnost crkvenoj hijerarhiji. Laicima je namijenjena odlučujuća politička uloga i stoga je Mahnić htio odgojiti laike, kako bi oni preuzeli ulogu političke borbe za interese vjere i Crkve. No poslije 1905. Mahnić više ne zagovara osnivanje katoličke stranke. To potvrđuje i njegova ograda od programa i isključivosti HKSP-a u Banskoj Hrvatskoj. HKSP je, ionako, kao stranka slabo zagovarao katolička načela i brinuo za vjerske interese. Njegov katolicizam je bio samo politički. Biskup Mahnić je htio pod svaku cijenu odvojiti HKP od političke identifikacije koju mu je nastojao dati nezgodan katolički politički dnevnik Hrvatstvo. U tom nastojanju da razdvoji HKP od političke akcije, Mahnić je nerijetko nailazio na potporu i drugih katoličkih listova. Zbog ulaženja Hrvatstva u strančarsku borbu, kasnije se od tog lista potpuno distancirao, želeći odvojiti HKP od svake političke stranačke opcije.
Sa svrhom da odvoji HKP od novonastale kršćanske stranke, a po uzoru na austrijsku Pijevu družbu (Piusverein), koja je osnovana 1906., s ciljem »pobijanja zle štampe, širenja dobre kršćanske štampe i novčane potpore dobroj štampi«, Mahnić 1908. osniva, u Zagrebu, tzv. Pijevo društvo za promicanje katoličkog tiska. Mahnić se trudio istisnuti dnevnik Hrvatstvo pokretanjem tjednika Jutro (ur. Oton Szlavik, »prebjeg« iz Hrvatstva), u Zagrebu, u veljači 1908. godine, iako javno to nikad nije obznanio, nego je čak hvalio rad uredništva Hrvatstva. Pokretač Jutra bilo je Pijevo društvo. Svrha lista je bila promidžba katoličkih vjerskih načela.
Usprkos svemu, Jutro izlazi samo dvije godine i tada se zauvijek gasi. Taj list se bavio politikom, ali je istina da nije bio izravno vezan ni uz jednu političku skupinu. U uvodniku lista, pod naslovom Što hoćemo. objašnjava se zašto je taj list pokrenut. To je učinjeno zato »jer mu je do toga stalo bilo, da stvori katolički organ, koji će ne samo opravdanje svoje, već i jamstvo svoje egzistencije u sebi samome nositi, a koji će uza to takav biti, da ga svaki Hrvat katolik bez krzmanja može svojim listom smatrati«. Odnosno, list se mora sam uzdržavati od svojih pretplatnika, kako bi zbilja bio nezavisan. Priznaju se u istom tekstu velike zasluge Hrvatstvu, »koji eto već petu godinu stoji na braniku hrvatskih i katoličkih svetinja«. Oni pak da žele nešto drugo. Pokušat će omogućiti i »manje imućnim držati si katolički i hrvatski list, te da njihovom pomoću opstojimo i da tako obezbijedimo svoje bitisanje«. Pijevo društvo pak da je nužno trebalo »svoj vlastiti organ«, koji će širiti i braniti njegove ideje. Što se tiče političkog programa, kaže se sljedeće: »Ako je listu zadaća, da okupi sve oko sebe, što je hrvatsko i katoličko, tad valja priznati, da takov list mora stajati izvan političkih stranaka, u koiko (Sic!) to katolički i patriotički list može.« Nadalje se pak ističe: »U svim gotovo strankama imade dobrih Hrvata, u svim gotovo strankama imade ljudi, koji su uvjereni da su uradili patriotski, kad su se svojoj stranci pridružili, jer u svim gotovo strankama imade ljudi, koji svoje vjerske dužnosti i vrše.« U nastavku se kaže da s obzirom na to »mora naš list, koji bi vruće žudio, postati organom svih Hrvata katolika, ostati izvan stranaka«. Navodi se i da će list Jutro svakako biti oporbeni, a nikako izvanpolitički. »Jutro će dakle strogom pravednošću pratiti rad svih stranaka, ono će paziti, da se nikada o pravdu ne ogriješi, ali ono će i bez ljudskog straha moći svoj sud o svakoj stranci izricati, jer ga nikakvi stranački interesi ne vežu. Ono će se čuvati, da nikoga ne uvrijedi bez potrebe, ali ono će se isto tako čuvati, da ne izgubi svoje samostalnosti. Naš je program dakle: Prava hrvatskoga naroda u domovini i izvan nje, a isto tako i u istoj liniji sveta vjera djedova naših, koju su nam kroz toliko krvavih stoljeća čitavu i neokaljanu sačuvati (Sic!). Zato ćemo se boriti i to ćemo eto braniti.« Hrvatska straža je s odobrenjem pozdravila takav istup Jutra i preporučila list. Ako se to sve usporedi s proslovom iz prvog broja Hrvatstva, gdje se naglašava borba za prava Crkve, za narodne pravice i blagostanje, vidi se da je i ovdje to vrlo slično. Dakle je očito da ni Jutro ne daje ništa novo ni posebno izvan kršćanskoga i hrvatskoga državnopravnog programa.
U drugom broju lista se odmah u uvodnom članku masno otisnutim slovima iznosi potpora zagrebačkog nadbiskupa Jurja Posilovića radu Pijevog društva. To je bilo neobično s obzirom na ono što je izjavio u Katoličkom listu: »Mi ne smijemo ostaviti naš glavni katolički organ Hrvatstvo!« Katolički list općenito iznosi svoje nezadovoljstvo osnivanjem Pijeva društva i drži da nije u redu što im pokrovitelj nije zagrebački ordinarij, već krčki. Osim toga da je rasipanje snaga postojanje još jednoga katoličkog lista, jer su dva takva katolička informativna lista previše. Nezadovoljni su što Jutro ne izdaje Hrvatsko katoličko tiskovno društvo. Zaključuje se: »Mi stojimo uz Hrvatstvo i molimo sve prijatelje katoličkog hrvatskog pokreta, neka se ne dadu zavesti.«
Čini se da je u narednom razdoblju Mahnić pokušao ili ugasiti Hrvatstvo ili ga podvrgnuti Pijevom društvu, ali mu to nije uspjelo. S tim u svezi je uvodnik Jutra od 16. ožujka 1908. napisao sam biskup Mahnić, kao pokrovitelj Pijeva društva. On izražava žalost zbog napada Katoličkog lista na Pijevo društvo, Jutro i njega osobno. Poslije toga se osvrće na napade zbog izvjesnih afera i preuzima odgovornost na sebe što je bio pokušao utjecati na nadbiskupa Posilovića ne bi li Pijevo društvo preuzelo na sebe vlasništvo nad listom Hrvatstvo. I uvodnik idućeg broja je obrana od napada u Katoličkom listu, za koje se tvrdi da su neutemeljeni.
Oba lista, ipak, imaju nešto zajedničko: u sukobu su sa svim svjetovnim novinama i nekatoličkim listovima. Jutro je vrlo brzo ušlo u neslaganja s Hrvatskom Starčevićeve stranke prava, pa s Pokretom, Riječkim Novim Listom, Narodnim novinama te s Obzorom. Začudo, za Jutro je pisao i Stjepan Korenić, uzimajući Mahnićevu stranu u sukobu s Hrvatstvom.
Te iste 1908. godine Pijevo društvo je kupilo i list Prosvjetu, »beletristički časopis«, namjeravajući njime voditi borbu za »kulturni napredak našega naroda«.
Dakle začetnik HKP-a, biskup Mahnić, nema nikakve naročite veze s dnevnikom Hrvatstvo. Mahnić se je s vremenom ogradio od svakoga političkog djelovanja svećenstva, kako svojega, tako i svećenstva općenito. Anonimni svećenik, koji je možda upravo biskup Mahnić, u Jutru iznosi svoje nezadovoljstvo načinom sudjelovanja svećenika u političkome i stranačkome životu. Ne samo da su učlanjeni i glasuju za neke »pogibeljne« stranke (a kao takav se navodi npr. Radićev HPSS), već se i javno međusobno sukobljavaju na ružan način, narušavajući takvim ponašanjem ugled svega svećenstva, zbog čega dotični izražava žaljenje.
Zanimljivo je da je katoličko svećenstvo na izborima 1908. podržalo naprednjake, tj. pridonijelo njihovoj pobjedi. Očito je da su svećenici oko Hrvatstva bili usamljeni i bez ikakva utjecaja. Đačke katoličke organizacije su zauzele jasan stav i nisu htjele vezivati svoj rad uz program bilo koje stranke. Svaki se član mogao slobodno priključiti političkoj skupini kojoj je htio, a određeno je bilo samo to da se program dotične političke stranke ne kosi s kršćanskim načelima. I za Mahnića je djelovanje na političkom i stranačkom polju bio samo jedan od mogućih načina djelovanja, a eventualna stranka samo sredstvo za to. On je pratio zbivanja na političkoj sceni i bio je spočetka sklon Stranci prava. Smatrao je da bi ta stranka, »obogaćena kršćansko-socijalnim programom, mogla biti okosnica katoličkog djelovanja u politici«. Kasnije produbljivanje razdora u toj stranci i njezin politički zaokret udaljio ga je od njezina programa. Zazirao je i od Stjepana Radića, jer je uvidio da »on nema nikakve svetinje iznad naroda«. Bilo kako bilo, Mahnić nastavlja rad na promicanju kršćanske filozofije i znanosti. Na inicijativu urednika Hrvatstva, koja nije zaživjela, preko Frana Biničkog, urednika Hrvatske straže, osniva u Rijeci i pokreće u Senju rad Leonova društva za promicanje kršćanske filozofije i znanosti. Svrha društva bi bilo suprotstavljanje »pohari modernizma« u Hrvatskoj te izdavanje apologetike, popularne filozofije i estetike, a njegovim glasilom proglašena je Hrvatska straža. Kada se je 1910. fuzionirala Frankova Čista stranka prava i Kršćansko-socijalna stranka prava, Hrvatska straža je to podržala. To je ujedno bio i kraj Hrvatstva, koje je već od 1908. ionako sličilo na liberalni katolički Obzor, s kojim se je nekada borilo i sporilo.

## Završnica strukturiranja HKP-a
7. travnja 1910. je, u Zagrebu, osnovan Hrvatski katolički narodni savez (HKNS), koji je trebao postati središnji organ svih prosvjetno-kulturnih, vjersko-odgojnih i socijalnih organizacija u HKP-u. Osnutku je prisustvovao i Antun Mahnić, a on je i sastavio pravila HKNS-a, po uzoru na »Action populaire« u Francuskoj, »Azione soziale« u Italiji, »Volksverein« u Njemačkoj, »Volksbund« u Austriji i »Krščansku socijalnu svezu« u Sloveniji. U idejnom stadiju ime te organizacije je bilo Hrvatski pučki savez. Bio je to jedan u nizu pokušaja osnivanja jedinstvene katoličke organizacije na osnovi međustranačkoga kulturnog programa, sa svrhom provođenja u djelo katoličkih ciljeva. Usklađivanje svih aktivnosti HKP-a ispočetka je išlo vrlo teško i organizacija HKNS-a se gotovo uopće ne primjećuje, a i samo državno odobrenje Savez je čekao dvije godine. Stvar je kasnije počela ići nešto bolje, pogotovo kad je HKNS na razini biskupija započeo s organiziranjem socijalnih tečajeva.
Aktivnosti raznih katoličkih udruženja i ustanova su pak bile u punom zamahu. Posebno popularan slogan je bio: »Van iz sakristije!«, čime se je aludiralo na društveni angažman, oko kojeg katolici više ne ostaju ravnodušni. Biskup Mahnić je putem svojih poslanica, kao i na druge načine, pratio rad pojedinih društava i idejno ih usmjeravao, ali se u njihovu unutarnju organizaciju i dalje nije miješao. To cijelo razdoblje, koje je obilježeno kao finalno u strukturiranju HKP-a, ne obiluje samo đačkim i studentskim katoličkim glasilima, već se i na teološkom području 1910. pojavljuje Bogoslovska smotra, kao poseban prilog Katoličkog lista. Organizirani katolici u Splitu pokreću dva lista, Hrvatsku državu, potkraj 1910., i Pučke novine, 1911., te Katoličko tiskovno društvo, koje izdaje te novine. U Zadru se 1910. osniva Hrvatsko društvo za katoličku prosvjetu, a u Rijeci su kapucini, pod Mahnićevim utjecajem, osnovali 1911. »Kuću dobre štampe«, koja je izdavala nekoliko listova. Tragom ostvarenja ideje o širenju katoličkog tiska, što je bila prvotna zadaća Mahnićeva Pijeva društva, u Pazinu se 1910. osniva Tiskarsko društvo, dok je u pazinskoj gimnaziji djelovala katolička skupina Đački klub, s vlastitim listom – Naš rad. Potkraj 1913. cijela organizacija HKP-a publicirala je jedan dnevnik, pet tjednika, tri polumjesečnika, 14 mjesečnika i jedan dvomjesečnik, a utjecala je na pisanje još pet dnevnika, pet tjednika i sedam mjesečnika te još jednog lista neredovita izlaženja.
Tisak je uglavnom bio u Pijevu društvu. Prema procjeni članova HKP-a, tisak katoličkih organizacija bio je količinski gotovo jednak liberalnom novinstvu, dok su pučki katolički časopisi bili oko pet puta jači od liberalnih. Nastojanje katoličkog tiska najsnažnije obilježavaju obrana vjere, Crkve i domovine od bezvjerskog tiska i liberalizma općenito i promicanje katoličkih načela. Kod toga se očito u svemu slijede i poštuju naputci izrečeni u rezoluciji o katoličkom tisku Prvoga hrvatskog katoličkog sastanka. Problemi s kojima se katolički tisak susretao bili su osim financijskih i nedostatan broj katoličkih novinara te njihova nedovoljna stručnost, kao i sklonost centralizaciji katoličkog tiska.
Mahnić je 1911. počeo izdavati mjesečnik Svećenička zajednica, namijenjen duhovnoj i intelektualnoj izgradnji svećenstva. Jedno od zadnjih značajnijih predratnih Mahnićevih ostvarenja bilo je pokretanje književnog časopisa Hrvatska prosvjeta, 1913., koji s vremenom postaje žarište hrvatske katoličke književnosti i moćan čimbenik u kulturnome životu.

## Hrvatski katolički pokret prije početka Prvoga svjetskog rata (1912. – 1914.)

### Vrhunac HKP-a
HKNS je bio pokušaj katolicizma da se politički organizira na nepravaškim osnovama, uz koje su katolici bili tradicionalno vezani. U isto vrijeme s kulminacijom katoličkog organiziranja odvijao se i proces pada i nestanka naprednjaka, najvećih oponenata katoličke mladeži. Iz njihove dezorijentacije rođena je prije svega ideja jugoslavenstva. Budući da se je i u katoličkim redovima s vremenom kristalizirala jugoslavenska ideologija, nekadašnji protivnici su se 1913. godine nekako zbližili. Unutar HKNS-a postojala su zasebna tajništva za svaku granu HKP-a: mladeška društva, katoličko đaštvo, radnička društva, pučki apostolski rad, vjerske organizacije i vjerničke zajednice, seljačke gospodarske i novčarske udruge i dr. Aktivnosti HKNS-a su bile najviše usmjerene na mladež te donekle na radništvo. Glavne aktivnosti su bila razna predavanja, a u njima je vodeću ulogu imao tzv. Seniorat, upravno i nadzorno tijelo HKNS-a, i to je bilo mjesto njegove afirmacije. Pri kraju 1913. godine HKP ima:
– četiri akademska društva i dva sveučilišna kluba, sa 150 članova,
– 10 bogoslovskih zborova, s 300 članova,
– 41-nu organizaciju u srednjim školama (tzv. kongregacije), s oko 3 000 članova,
– 60 omladinskih seljačkih društava, s 3 000 članova,
– 150 seniora na čelu, uglavnom bivših domagojevaca.
Po Mahnićevoj zamisli, vodstvo nad HKNS-om trebalo je biti kolegijalno sastavljeno od diplomiranih studenata, tzv. seniora. Zato je početkom 1913. oformljen Hrvatski katolički seniorat (HKS), sa sjedištem u Zagrebu, kao upravljačko tijelo. Zadatak Seniorata je bio očuvati jedinstvo i trajnost pokreta i bdjeti nad cijelim pokretom i pokretati nove inicijative. HKP bio je samonikao i autonoman i nije bio izravno podložan hijerarhiji. Za svoj rad sam je odgovarao, a većina biskupa nije utjecala na njegovo djelovanje. Seniori su stoga, kao već uhodani članovi katoličkog pokreta, bili vrhovna mjerodavnost organiziranog djelovanja i vodili su brigu o daljnjem razvoju i novim inicijativama. Biskupi su jedino putem duhovnika pojedinih organizacija nadzirali vjerski i moralni integritet. Prema izvornu Mahnićevu poticaju iz 1912., Seniorat je trebao biti intelektualna organizacija, koja bi proučavala aktualne probleme i provodila organiziranje HKP-a.

### Riječke Novinei jugoslavenska ideja
Upravo su mladi katolički intelektualci iz Seniorata, i svećenici i laici, usmjerili HKP prema jugoslavenstvu, pri čemu ne treba zaboraviti da je biskup Mahnić idejni vođa pokreta. Još važniju ulogu u ideološkoj preorijentaciji organiziranog katolicizma imao je Drugi hrvatski katolički sastanak, održan u kolovozu 1912. godine u Ljubljani (bio je to, zapravo, hrvatsko-slovenski sastanak), na kojem su se profilirali mladi zauzetnici za »narodno jedinstvo«. Na tome tzv. Drugom hrvatsko-slovenskom kongresu aktivno je sudjelovao i biskup Mahnić, a svrha tog sastanka je trebala biti u tome da se prema uzoru na organizacije studenata i učenika organiziraju nova društva i na vjerskom, gospodarskom te prosvjetnom području. Na sastanku je bilo riječi i o katoličkom tisku.
Budući da je 1910. prestalo izlaziti Hrvatstvo, riječki su kapucini, na čelu s o. Bernardinom Škrivanićem, željeli pokrenuti novi katolički dnevnik. O toj se ideji među članovima »Domagoja« raspravljalo već krajem 1910., a zaključak da se pokrene izvanstranački katolički dnevnik donesen je i na spomenutom sastanku hrvatsko-slovenskoga katoličkog đaštva u Ljubljani u kolovozu 1912. Novi je katolički politički dnevnik – Riječke novine konačno i pokrenut, u Rijeci, 7. prosinca 1912. U njegovu uredništvu su bili katolički seniori, a glavni je urednik bio dr. Petar Rogulja i dr. Rudolf Eckert. Riječke Novine nisu bile glasilo HKP-a, ali je taj list, ipak, započeo jednu novu epohu u životu hrvatskih katolika. Značajno je da je uoči Božića 1912. upravo u tom dnevniku izišao prvi politički programni članak Hrvatskoga katoličkog pokreta. U njemu je zauzeto stajalište »narodnog jedinstva Slovenaca, Hrvata i Srba«. Iako taj »politički programni članak« nije imao nikakvu stranačku boju, neki su simpatizeri Riječkih Novina držali da je HKP njime stupio u politiku, kao neovisna i posebna skupina, potpuno jugoslavenski usmjerena. Na tom tragu su i Mahnićeva Hrvatska straža i Riječke Novine vodile politiku ujedinjenja Južnih Slavena, suprotno pogledima zagrebačkog nadbiskupa Antuna Bauera i vrhbosanskog nadbiskupa Josipa Stadlera.

## Djelovanje Hrvatskoga katoličkog pokreta tijekom Prvoga svjetskog rata (1914. – 1918.)
Nije čudno što je početkom Prvoga svjetskog rata riječki katolički dnevnik zabranjen, zbog zastupanja južnoslavenskog ujedinjenja. Mahnić je odmah potom pokrenuo u Zagrebu novi dnevnik – Novine, s istim ideološkim predznakom. Pojedinci iz krugova katoličkog Seniorata su se stalno i na razne načine zauzimali za stvaranje države Hrvata i Slovenaca unutar Monarhije, ili pak, u slučaju njezina raspada, za moguću zajedničku južnoslavensku državu, ali oko toga unutar organiziranoga katolicizma nije vladala idejna sloga, iako je pouzdano da je sam Mahnić, s većim dijelom Seniorata, zagovarao južnoslavensko ujedinjenje i izvan okvira Austro-Ugarske Monarhije, što je uključivalo njezin raspad.
Naime Novine, koje je kraće vrijeme uređivao R. Eckert, a potom, gotovo dvije godine, P. Rogulja, da bi ih konačno uzeo u svoje ruke svećenik Janko Šimrak, postale su najčitaniji dnevni list u Zagrebu. U trenutku kada ga je, kako sam kaže, »zapala čast« da od Rogulje preuzme dužnost glavnog urednika Novina, vlč. Šimrak ne samo da je nastavio uređivati list u »duhu južnoslavenstva«, nego se ubrzo uključio u tajno vođenje hrvatske politike. 28. studenoga 1916. održan je sastanak u župnom dvoru sv. Blaža u Zagrebu, kod tadašnjega župnika dr. Svetozara Rittiga. Nazočni su bili: Šimrak, Ivica Peršić, Ante Pavelić stariji, Cezar Akačić, Dragutin pl. Hrvoj, Velimir Deželić mlađi i P. Rogulja te Slovenci Anton Korošec i Karl Vertovšek. Većina prisutnih bili su pristaše Starčevićeve stranke prava (milinovci). Na sastanku se je trebalo dogovoriti o usmjeravanju hrvatske i »južnoslavenske« politike u nadolazećim danima. Prema mišljenju prisutnih, rješenje hrvatskoga nacionalno-državnog pitanja ovisilo je uglavnom o tome tko će pobijediti u svjetskom ratu. Točno prosuđujući da će pobijediti sile Antante, odlučili su da će podupirati ideju o oslobođenju »malih« naroda, tj. rušenju Austro-Ugarske Monarhije i stvaranja samostalne države Južnih Slavena. Taj su sastanak pripadnici HKP-a, odnosno Seniorata uzimali kao klicu kasnijemu Narodnom vijeću i »deklaracijskom pokretu« nastalom nakon obznanjenja Svibanjske deklaracije.
Budući da je Seniorat, na prijedlog nadbiskupa Bauera, pristao uza Svibanjsku deklaraciju, na svojemu zagrebačkom sastanku, održanom 1. i 2. srpnja 1917., Novine su ju već sljedeći dan nakon objavljivanja potpuno podržale. Sa Svibanjskom deklaracijom u redovima HKP-a, odnosno njegova vodstva – Seniorata, započinje novo razdoblje. Zamah »deklaracijskog pokreta« bio je takav da je bilo potrebno održati sastanak političara iz svih južnoslavenskih zemalja koje su bile u sklopu Monarhije. Sastanak je održan 2. i 3. ožujka 1918., u Zagrebu. Sastanak je okončan sasvim kratkom rezolucijom, u kojoj se kaže da su »hrvatsko-srpsko-slovenski političari« složni u tome da je »nužna koncentracija svih stranaka i grupa, koje, stojeći na stanovištu narodnoga jedinstva, te oslanjajući se o načelo narodnoga samoodređenja, traže svoju narodnu nezavisnost i na demokratskim temeljima uređenu državu Slovenaca, Hrvata i Srba«.
Valja naglasiti da je Zagrebačka rezolucija izostavila formulaciju o hrvatskome državnom pravu, što, ipak, nije bio slučaj sa Svibanjskom deklaracijom. Međutim članovi Seniorata mogli su biti zadovoljni takvim razvojem stvari u odnosu na Svibanjsku deklaraciju, jer su oni mnogo prije nego drugi napustili klauzulu o ostanku hrvatskih, odnosno južnoslavenskih zemalja u sastavu Monarhije. Ubrzo nakon donošenja Zagrebačke rezolucije, 30. travnja 1918., došlo je u Zagrebu do zajedničkog sastanka hrvatskih i slovenskih seniora. Prisutni su u potpunosti odobrili odluku nedavno održane izvanredne sjednice zagrebačkog Seniorata, na kojoj je sudjelovao i biskup Mahnić, da se niti jednome organiziranom senioru ne dopušta javno istupanje protiv Svibanjske deklaracije. Taj je zaključak implicitno značio da se članovi Seniorata trebaju angažirati oko promicanja »deklaracijske politike«.
U hrvatskim zemljama »deklaracijski pokret« doseže svoj vrhunac gotovo točno na prvu godišnjicu objavljivanja Svibanjske deklaracije. U svibnju 1918. biskup Mahnić započinje objavljivati seriju svojih članaka u Novinama, a s ciljem obrane Deklaracije i promicanja u njoj iznesenih ideja. Prvi članak iz te serije Mahnićevih napisa, a u kojima je pobijao prigovor da je Deklaracija atentat na katolicizam u korist srpskog pravoslavlja, bio je u cijelosti zaplijenjen. Posebno je bilo zanimljivo biskupovo očekivanje pozitivnog razvoja događaja glede uspostave crkvenoga jedinstva između Katoličke crkve i pravoslavlja na Balkanu, ali i na slavenskome pravoslavnom istoku. On je upravo u tom kontekstu vidio posebnu ulogu, dapače »misiju« hrvatskog naroda. Tim naivnim razmišljanjem se je doveo u položaj da ga se moglo optužiti za zloporabu vjere u političke svrhe. U hrvatskoj političkoj javnosti Mahnićevi su članci naišli osim na odobravanje istomišljenika i na dvostruko osporavanje. Osporavanja su došla iz krugova hrvatske liberalne inteligencije, okupljene oko zagrebačkog časopisa Hrvatska Njiva, ali i od katoličkoga svećenika Stipe pl. Vučetića, pravaša frankovačke orijentacije.

## HKP u jugoslavenskoj državi

### Potpuna podrška južnoslavenskom ujedinjenju
Raspadom Austro-Ugarske Monarhije i nastankom prve južnoslavenske državne zajednice, jugoslavenska orijentacija Seniorata, odnosno, pod njegovim utjecajem, HKP-a, doživjela je svoj puni trijumf. U Narodnom vijeću novonastale Države SHS Seniorat su zastupali svećenici Janko Šimrak, koji je bio član Središnjeg odbora, Stanko Banić i Ferdo Rožić. Osim njih u rad Narodnog vijeća uključili su se i mnogi pripadnici HKP-a. Dapače, neki od njegovih pripadnika borili su se u redovima jugoslavenskih dobrovoljačkih postrojbi za vrijeme rata. »Vrhovni cilj« koji je tada stajao pred Senioratom njegov je tada najistaknutiji član, dr. P. Rogulja, izrazio na sljedeći način: »U naše je ruke postavio Gospod budućnost južnih Slavena, nama je dao, da preuzmemo providencijalnu zadaću hrvatskog, srpskog i slovenskog naroda, glavni uzrok postojanja naše države. [Hrvatski] Katolički pokret nosi prvi najsnažnije misao stvaranja jedne jedinstvene slavenske kulture na Jugu, misao ujedinjenja Crkava. (…) Onda će istom i Srbin i Hrvat i Slovenac biti član jedne jedinstvene nacije, onda će Jugoslavija biti slobodnom domovinom novoga južnoslavenskoga naroda.« To Roguljino »svrhunaravsko shvaćanje« državnog i narodnog ujedinjenja Južnih Slavena, s izgledima za ujedinjenje dviju već tada gotovo tisuću godina odvojenih Crkava, u potpunosti se je podudaralo s Mahnićevim idejama iznesenima nešto ranije u Novinama. Sva iluzornost tih misli ističe se u sljedećim Mahnićevim riječima iz 1919.: »Bog nas je u svojoj mudroj providnosti na čudesni upravo način … zbio u jedno tijelo. Osvanuo nam je veliki dan, a na nebu nam se ukaza znak s natpisom SHS. Narode moj, u ovom ćeš znaku pobijediti! Hrvati, Srbi, Slovenci! Božja je volja, da ostanete na vijeke nerazdruživo ujedinjeni«. Očekivanje da će u Kraljevstvu SHS doći do »prevage katoličkog elementa«, odnosno da će »Hrvati voditi novu državu«, uskoro se je pokazalo kao kobna zabluda, kako za hrvatski narod i njegove nacionalne interese, tako i za samu katoličku vjeru u tom dijelu svijeta.

### Hrvatska pučka stranka
Nestankom Austro-Ugarske Monarhije nastupio je povoljan trenutak da seniori potaknu pitanje pokretanja vlastite stranke. Na plenarnom sastanku Seniorata održanom u Zagrebu u studenome 1918. donesena je odluka o osnivanju političke stranke. Ta je stranka trebala biti jugoslavenska stranka centra tipa njemačkog Zentruma, koja će ispunjavati politički prostor između »ekstremnih socijalnih tendencija liberalizma i socijalne demokracije«. Ona je trebala biti »kulturno konzervativna« i »socijalno-gospodarski pravična prema svim staležima, ali ipak više oslanjajući se na seljaštvo kao glavni kontingent naroda«. Glede unutarnjega državnog uređenja, stranka centra je trebala zastupati unitarizam, ali uz »postojanje općinske i pokrajinske autonomije s obzirom na kulturne i gospodarske momente«. Na sastanku Seniorata održanom u Zagrebu 6. i 7. svibnja 1919. zaključeno je da se provede u život već donesena odluka o pokretanju i organiziranju vlastite političke stranke – Hrvatske pučke stranke. Svi su seniori morali biti članovi novoosnovane stranke. Na sastanku je također odlučeno da svi članovi Seniorata moraju položiti prisegu sljedećeg sadržaja: »Zaklinjem se trojedinim Bogom, da ću kao tajnu čuvati sve, što se tiče seniorata. (...) Obvezujem se na bezuvjetnu disciplinu cjelokupne organizacije i na vršenje dužnosti, što mi ih ona propisuje, te izjavljujem, da se smatram potpuno odgovornim senioratu za sav svoj privatni i javni život i rad.«
Ipak, izvorna zamisao hrvatskih katoličkih seniora i njihovih istomišljenika iz Slovenije nije bila osnutak samostalne hrvatske stranke, nego jedinstvene jugoslavenske pučke stranke, u kojoj bi se našli zajedno politički predstavnici »sva tri jugoslavenska plemena«. Iako jedinstvena stranačka organizacija hrvatskih seniora i Slovenske pučke stranke nije nikada oživotvorena, suradnja u provedbi zajedničke politike ostvarena je unutar Jugoslavenskog kluba, parlamentarne reprezentacije SPS-a i HPS-a u Privremenome narodnom predstavništvu (1919. – 1920.), Konstituanti (1920. – 1922.) i Narodnoj skupštini (1927. – 1929.).

### Hrvatski orlovski savez / Križarska organizacija i kraj HKP-a
Početkom 20. st. u slavenskim se je zemljama počeo razvijati tzv. orlovski pokret za mladež, katoličke orijentacije, kao reakcija na gimnastički sokolski pokret, koji je bio liberalnog usmjerenja. U Hrvatsku orlovski pokret dolazi iz Čehoslovačke, preko Slovenije. Osnivanjem Hrvatskoga orlovskog saveza 1923. orlovski se pokret u Hrvatskoj osamostaljuje. Na konstitutivnoj skupštini HOS-a, u prosincu 1923., bili su prisutni i predstavnici već postojećih đačkih i mladeških katoličkih društava. Zahvaljujući nastojanjima dr. Ivana Merza (proglašen je blaženim 1994. godine od strane pape Ivana Pavla II.), hrvatsko orlovstvo se postavlja na temelje papinske Katoličke akcije i postaje katolička organizacija za odgoj mladeži, koju su hrvatski biskupi preporučivali. Ivan Merz je bio aktivno uključen u rad Katoličkog pokreta i od 1922. g. bio je predsjednik Hrvatskoga katoličkog omladinskog saveza, koji se je sljedeće godine ujedinio s orlovskim pokretom u Hrvatski orlovski savez.
Orlovstvo je prvi masovni katolički pokret u Hrvatskoj. Orlovska organizacija nije bila samo gimnastička organizacija, već prije svega katolički prosvjetni mladeški pokret, koji u svojim redovima okuplja mladež iz svih slojeva hrvatskog društva. No potrebni su joj vođe s katoličkim odgojem, izobrazbom i kulturom. Da dođe do budućih kadrova, HOS nastoji u svoje redove integrirati mlade intelektualce još kao đake i studente, što nailazi na energične prosvjede Katoličkog seniorata. Unatoč tomu dr. Ivo Protulipac, predsjednik HOS-a, uspio je raznim sletovima i drugim manifestacijama privući dio dotadašnjega domagojskog đaštva i studentske mladeži. Nakon te podjele uz domagojstvo ostaju uglavnom primorske đačke organizacije, s bogoslovima iz Zagreba i Splita, te franjevcima, dominikancima i sestrama milosrdnicama, dok se orlovstvo oslanja na Sarajevo, dio neredovničkoga klera, franjevce konventualce i isusovce.
Ivan Merz je u Hrvatskom orlovskom savezu neprestano podržavao svijest o nadnaravnom cilju organizacije, i o uskoj ovisnosti djelovanja Hrvatskoga orlovskog saveza o crkvenoj vlasti. On je također stalno nastojao od Hrvatskog orlovskog saveza učiniti organizaciju koja će formirati apostole, tj. suradnike u hijerarhijskom apostolatu Crkve, što je, zapravo, pripadalo bîti Katoličke akcije. U skladu s tim, načelo koje je Ivan provodio u orlovstvu, a kao bitan sadržaj svojega apostolskog djelovanja, bilo je načelo depolitizacije pokreta. Ivan nije bio protiv političkog angažmana orlova i uopće vjernika laika, ali nije želio da katoličke vjerske organizacije budu ujedno i političke i da svi moraju glasovati samo za jednu, od njih stvorenu stranku, koja se resi kršćanskim imenom. Budući da je Seniorat tad već imao stranku iza koje je stao – Hrvatsku pučku stranku, to je za nj bilo neprihvatljivo.
Kralj Aleksandar I. Karađorđević donio je odluku 1929. godine o ukidanju svih nacionalnih udruženja i stranaka. Hrvatski katolički pokret morao je znatno smanjiti i promijeniti dotadašnje načine djelovanja. Kao nastavak zabranjenih orlova, 1930. je osnovana Križarska organizacija. Križarsko geslo bilo je »Žrtva – euharistija – apostolat«, koje je postavio još Ivan Merz u orlovstvu, prema geslu francuskih Euharistijskih križara.
Nadbiskup Alojzije Stepinac pokušao je ujediniti sve oblike katoličkog pokreta u Hrvatskoj u jedinstvenu Katoličku akciju. Umjesto ujedinjenja, nastala je treća grana Hrvatskoga katoličkog pokreta, tzv. čista Katolička akcija. Drugi svjetski rat u potpunosti je prekinuo svako organizirano katoličko djelovanje.

### Katolicizam za komunizma
Komunisti su svakom obliku javnog djelovanja Katoličke crkve prišivali etiketu "klerikalizma", kojem su onda nastojali dodati i nacionalizam, odakle je nastao pojam "kleronacionalizam". Kontrola i pritisci različitog intenziteta trajali su sve do konačnog pada komunističkog sustava. Katolička crkva bila je predmet najvećeg progona Komunističke partije i smatrana najopasnijim neprijateljem jugoslavenskog komunističkog režima. Totalitarni komunistički sustav je smatrao svaki oblik društvenog rada političkim radom, zato je svaka aktivnost Crkve smatrana politikom, konkurencijom odnosno neprijateljstvom. .